# Fotopedia
A Fotopedia foi uma enciclopédia fotográfica colaborativa online que disponibilizava gratuitamente fotografias e cuja organização era feita essencialmente por voluntários, recorrendo em larga medida à estrutura de artigos da Wikipédia em inglês. O site disponibilizava também algumas funcionalidades básicas de rede social, se bem que muito orientada para o trabalho colaborativo de construção da enciclopédia e da partilha de fotografias de qualidade.
Segundo um dos fundadores, Jean-Marie Hullot, a Fotopedia pretendia ser uma espécie de "Wikipédia de fotografias", onde se combinavam os conceitos da Wikipédia de permanência e de comunidade colaborativa com a facilidade de uso do software aplicativo de uso comum.
O site, propriedade da empresa homónima, baseada em Paris, França, e com escritórios em Palo Alto, Estados Unidos foi lançado oficialmente em junho de 2009, depois de ter estado em testes desde setembro de de 2008. Durante os primeiros três meses da fase de teste, o site disponibilizou em privado 30 milhões de fotografias. Em meados de agosto de 2011 tinha pouco menos de 52 000 "artigos" e mais de 755 000 fotografias.

## A empresa
A Fotonauts, a empresa detentora da marca Fotopedia, foi criada por cinco ex-funcionários da Apple liderados pelo antigo Chief Technical Officer (CTO) daquela empresa e da NeXT, Jean-Marie Hullot; os restantes fundadores foram Bertrand Guiheneuf, Manuel Colom, Sébastien Maury e Olivier Gutknecht. Um dos membros do conselho de administração da Fotopedia era o diretor executivo da Creative Commons, Joi Ito. A Fotonauts mudou o seu nome para Fotopedia pouco depois do lançamento oficial do site.

## O site
Do ponto de vista de consulta e estruturação, a primeira versão do site podia dividir-se em três componentes distintas, embora interligadas. A mais evidente era a da enciclopédia propriamente dita, a qual era constituída por "artigos" cujo título coincidia com artigos homónimos da Wikipédia em inglês. Um artigo era constituído por uma cópia atualizada periodicamente do texto da Wikipédia e por dois conjuntos de fotografias. O conjunto apresentado em primeiro lugar era o das fotografias selecionadas pelos membros. O outro conjunto era o das fotografias que os membros sugeriam ser adicionadas à página e que estavam em votação para serem selecionadas ou removidas caso desrespeitassem as orientações de qualidade do site. Embora não houvesse exigências de qualidade mínima para as fotos presentes em álbuns pessoais, nos artigos da enciclopédia só eran admitidas imagens que cumprissem os requisitos de qualidade definidos pela Fotopedia.

Aspeto página da "comunidade" (acessível também a utilizadores não registados) do site no dia 12 de fevereiro de 2011.

Outra componente do site eram os álbuns de fotografias, que tanto podiam ser pessoais, isto é, mantidos apenas por um membro, como comunitários, ou seja, mantidos por vários membros, decidindo o criador quem tinha acesso e quais as permissões que cada utilizador tinha nos seus álbuns. Provavelmente devido à orientação do site, a estrutura destes álbuns tendia a ser semelhante aos dos artigos diretamente ligados à estrutura da Wikipédia, tendo muito pouco em comum com a maior parte dos sites comunitários de fotografia, tanto em termos de estrutura, como em termos de interação social, a qual é mínima.
A terceira componente do site, acessível apenas a utilizadores registados, eram os fóruns, cuja atividade incide sobretudo em questões técnicas e de estruturação dos artigos.
Cada fotografia ou álbum podia ter associado um ou vários artigos da Wikipédia em inglês, localização no Google Maps e um texto descritivo escrito pelos editores. Os álbuns tanto podiam ter apenas um conjunto de fotografias como conter outros álbuns com todas as características dos álbuns de nível superior. Um álbum ou item de um álbum podia ainda ter ligações para outros álbuns ou artigos e um conjunto de hiperligações. A mesma fotografia podia figurar em vários álbuns, sub-álbuns e artigos.
As fotografias presentes no site podiam ser carregadas diretamente ou importadas do Flickr. Para este efeito existia uma ferramenta de busca por palavras-chave que, exceto quando eram fornecidas credenciais de utilizador no Fickr, apenas apresenta fotografias com licenças Creative Commons compatíveis com uso fora do Flickr. As fotografias importadas eram apresentadas com o autor e ligação direta para o endereço respetivo no Flickr. Os autores das fotografias carregadas diretamente podiam escolher para as suas fotografias qualquer das licenças Creative Commons. Os utilizadores registados podiam também disponibilizar na Fotopedia fotos que tenham no Picasa.
Os álbuns, artigos e fotografias do site podiam ser anunciados diretamente no Twitter e Facebook. O acesso ao site era gratuito, quer como utilizador anónimo quer como registado.
O site foi encerrado em agosto de 2014.